# Karl Friedrich Wilhelm Wallroth
Karl Friedrich Wilhelm Wallroth ( * 13 de marzo de 1792 Breitenstein- 22 de marzo de 1857, Nordhausen) fue un botánico alemán.
Pasa su infancia muy en contacto con la naturaleza en Breitugen, siendo enseñado por sus padres. En 1805 va la Escuela del Monasterio. Y en 1810 ingresa a la universidad para estudiar Medicina, sin embargo, consigue tiempo para concurrir a los cursos de Botánica.
Obtiene su doctorado en Medicina y Cirugía, en 1815 en Gotinga. En 1816 Wallroth abre su consultorio; y va siendo habilitado en 1817. En 1822 ya es médico real en Nordhausen. En 1855 se retira y fallece dos años más tarde.
Escribirá para la 4.ª edición del "Diccionario Encyclopedia de Meyers.

## Algunas publicaciones

### Libros
- 1822. Schedulae criticae de plantis florae Halenis selectis. Corollarium novum ad C. Sprengelii floram Halensem. Part: T. 1: Phanerogamia. 516 pp.
- 1825. Orobanches generis Diaskeuē : ad Carolum Mertensium epistola. 80 pp.
- 1828. Rosae plantarum generis historia succincta, in qua rosarum species tum suae terrae proventu tum in hortis natas suppositicias secundum normas naturales. 311 pp.
- 1831. Compendium florae Germaniae / scripserunt Math. Jos. Bluff et Carol. Ant. Fingerhuth. Sect. 2: Flora cryptogamica Germaniae. 654 pp.
- 1833. Compendium florae Germaniae / scripserunt Math. Jos. Bluff et Carol. Ant. Fingerhuth. 923 pp.
- 1840. Erster Beitrag zur Flora Hercynica. 158 pp.
- 1842. Beiträge zur Botanik : eine Sammlung monographischer Abhandlungen über besonders schwierige Gewächs-Gattungen der Flora Deutschlands

## Honores
En 1858, sus amigos inauguran un pilar conmemorativo en Nordhausen, de dos metros de altura y mostrando una inscripción en latín y hojas de roble en memoria del naturalista.
- La abreviatura «Wallr.» se emplea para indicar a Karl Friedrich Wilhelm Wallroth como autoridad en la descripción y clasificación científica de los vegetales.[2]